# Cyclaxyra jelineki
Cyclaxyra jelineki – gatunek chrząszcza z rodziny Cyclaxyridae.

## Taksonomia
Gatunek opisany został w 2009 roku przez Matthew Gimmela, Richarda Leschena i Adama Ślipińskiego. Nazwany został na cześć Josefa Jelínka.

## Opis
Ciało długości powyżej od 2 do 2,58 mm, u w pełni wybarwionych okazów głęboko czarne, z wierzchu gładkie. Przydatki rude. Buławka czułków zwykle tej samej barwy co ich trzonek. Czoło z drobną i gęstą punktacją, w której punkty oddalone są od siebie o jedną swoją średnicę. Tylne skrzydła zredukowane do krótkich poduszek. Tegumen edeagusa z długą, zakrzywioną rozpórką podstawową. Paramery stosunkowo długie. Prącie, nie włączając rozpórki, pięciokrotnie dłuższe niż szerokie.

## Rozprzestrzenienie
Gatunek endemiczny dla Nowej Zelandii, znany wyłącznie z północno-wschodnich rejonów Wyspy Południowej.